# Страхування депозитів
Страхування депозитів — це комплекс заходів, спрямованих на захист вкладів і забезпечення їх гарантованого повернення у повному або частковому обсязі в разі банкрутства фінансової установи. Метою страхування депозитів є забезпечення довіри громадськості до вітчизняної банківської системи, захист інтересів вкладників, ефективність контролю за діяльністю банків.

## Об'єкт страхування
Об'єктом страхування  виступають вклади — кошти в готівковій або безготівковій формі у валюті України або в іноземній валюті, які залучені банком від вкладника (або які надійшли для вкладника) на умовах договору банківського вкладу (депозиту), банківського рахунку або шляхом видачі іменного депозитного сертифіката, включаючи нараховані відсотки на такі кошти.

## Чинники, які впливають на необхідність впроваджувати систему страхування банківських депозитів
1. Загальний спад довіри до банків;
2. Обов'язковий захист споживача-клієнта;
3. Надання допомоги тим банкам, які потрапили у скрутну фінансову ситуацію.

## Страховий захист
Страховий захист депозитів в Україні здійснюється за рахунок Фонду гарантування вкладів фізичних осіб у порядку, передбаченому законодавством.

## Про Фонд гарантування вкладів фізичних осіб
Фонд є установою, що виконує спеціальні функції у сфері гарантування вкладів фізичних осіб та виведення неплатоспроможних банків з ринку. Фонд підзвітний Кабінету Міністрів України та Національному банку України. Учасниками Фонду є банки. Участь банків у Фонді є обов'язковою.
Фонд гарантує кожному вкладнику банку відшкодування коштів за його вкладом. Фонд відшкодовує кошти в розмірі вкладу, включаючи відсотки, нараховані на день прийняття рішення Національним банком України про віднесення банку до категорії неплатоспроможних та початку процедури виведення Фондом банку з ринку, але не більше суми граничного розміру відшкодування коштів за вкладами, встановленого на дату прийняття такого рішення, незалежно від кількості вкладів в одному банку. З 2012 року, у зв'язку з прийняттям нового Закону України Про систему гарантування вкладів фізичних осіб, сума граничного розміру відшкодування коштів за вкладами не може бути більшою 200000 гривень.
Фонд не відшкодовує кошти:
1) передані банку в довірче управління;
2) за вкладом у розмірі менше 10 гривень;
3) за вкладом, підтвердженим ощадним (депозитним) сертифікатом на пред'явника;
4) розміщені на вклад у банку особою, яка була членом спостережної (наглядової) ради, правління (ради директорів), ревізійної комісії банку, якщо з дня її звільнення з посади до дня прийняття Національним банком України рішення про віднесення такого банку до категорії неплатоспроможних не минув один рік;
5) розміщені на вклад у банку особою, яка надавала банку професійні послуги як аудитор, юридичний радник, суб'єкт оціночної діяльності, якщо ці послуги мали безпосередній вплив на виникнення ознак неплатоспроможності банку і якщо з дня припинення надання послуг до дня прийняття Національним банком України рішення про віднесення такого банку до категорії неплатоспроможних не минув один рік;
6) розміщені на вклад власником істотної участі банку;
7) розміщені на вклад особою, яка на індивідуальній основі отримує від банку проценти за вкладом на більш сприятливих договірних умовах, ніж звичайні, або має інші фінансові привілеї від банку;
8) за вкладом у банку, що є предметом застави та забезпечує виконання зобов'язань вкладника перед цим банком, в обсязі таких зобов'язань;
9) за вкладами у філіях іноземних банків.